# Lunga marcia
La lunga marcia (长征S, chángzhēngP) fu una gigantesca ritirata militare intrapresa nel 1934 dall'Armata Rossa Cinese del Partito Comunista (solo in seguito chiamato Esercito Popolare di Liberazione) conseguente alle cinque campagne di accerchiamento effettuate da parte delle truppe del Kuomintang agli ordini di Chiang Kai-shek. L'esercito impiegò 370 giorni (dal 16 ottobre 1934 al 22 ottobre 1935) per passare dal Jiangxi allo Shaanxi e per percorrere circa 12000 km tra altopiani aridi, montagne prive di strade, cime innevate e fiumi imponenti come il Chang Jiang, il tutto continuando a combattere per aprirsi la strada.

## Storia

### L'inizio della ritirata
Nell'ottobre del 1934 il soviet della provincia del Jiangxi non era più in grado di fronteggiare l'accerchiamento della gigantesca macchina militare del Kuomintang. Dal 1927, anno in cui il partito comunista era stato eliminato dalle città, si erano formati nelle aree rurali diversi soviet, il più grande dei quali si trovava nello Jiangxi. Dopo aver efficacemente contrastato quattro accerchiamenti, al quinto la situazione sembrò priva di soluzione, se non quella della ritirata.
I comandanti comunisti He Long, Xiao Ke, Xu Xiangqian e Fang Zhimin iniziarono una serie di sfondamenti per distrarre l'attenzione del grosso delle truppe del Kuomintang. Fang Zhimin nel giugno 1934 fu il primo a rompere le linee nemiche, seguito in agosto da Xiao Ke. In ottobre Mao Zedong e Zhu De, al comando di 130000 soldati, riuscirono a sfondare l'accerchiamento di 400000 nemici.

### Mao prende il comando
Dopo vari mesi di marce forzate e combattimenti, privi di tutto l'armamento pesante, privi di linee logistiche in grado di fornire approvvigionamenti alle truppe e alla popolazione in fuga, la dirigenza del Partito Comunista Cinese tenne, dal 6 all'8 gennaio 1935, una decisiva conferenza nella città di Zunyi nella provincia del Guizhou.
Mao riuscì a prendere il controllo del partito grazie alla sua capacità di visione nel dare un senso alla situazione. Anziché considerarsi semplicemente in fuga, Mao decise che quell'azione doveva essere considerata una marcia d'attacco contro il Giappone che stava invadendo la Cina dalla Corea e dalla Manciuria. Propose quindi che si marciasse sullo Shaanxi, una provincia semidesertica a ridosso del fiume Huang he, per combattere contro le truppe giapponesi.
Diversi leader comunisti, tra cui Zhang Guotao, pur riconoscendo la nuova dirigenza di Mao, preferirono dirigersi altrove, più prossimi ai confini con l'Unione Sovietica. La marcia proseguì nello Yunnan e nelle regioni montagnose del Sichuan occidentale, tra popolazioni non-han che, con atteggiamenti ambigui, a volte collaboravano con i comunisti, a volte tendevano loro imboscate.
A luglio le truppe di Mao si unirono a quelle del soviet dell'Henan, anch'esse in fuga. Infine, in ottobre, l'esercito, oramai composto da soli 20000 uomini, raggiunse la provincia dello Shaanxi dove le truppe comandate da Lin Biao presero la capitale provinciale Yan'an e si schierarono lungo la linea del Huang he da dove avrebbero fronteggiato con successo i giapponesi fino al 1945.

### Conclusioni
Dalla remota provincia dello Shaanxi il Partito Comunista Cinese fu in grado di dimostrare il suo desiderio e l'abilità di resistere ai giapponesi, più di quanto riuscisse a fare il governo di Chiang Kai-shek, tanto che nel 1936 una guarnigione ribelle del Kuomintang di Xi'an lo catturò e lo consegnò a Mao, che lo liberò, con l'ausilio di Zhou Enlai dietro ordine di Stalin.
Alla fine della seconda guerra mondiale fu da questa nuova base che Lin Biao partì alla riconquista della Cina settentrionale e, alla fine, riuscì a vincere la guerra civile cinese. La lunga marcia portò Mao a diventare capo della rivoluzione e diede a tutti i comandanti e a tutti i partecipanti, tra cui Liu Shaoqi, Zhu De, Lin Biao e Deng Xiaoping, un'aura e un prestigio duraturo.